# Golfo di Gabès
Il golfo di Gabès (arabo Khlij Gabes, خليج قابس), anticamente chiamato Syrtis Minor ("Piccola Sirte"), è un golfo lungo la costa sud-orientale della Tunisia. Esso si estende per oltre 200 km tra la città di Sfax e le isole Kerkennah a nord e l'isola di Djerba a sud.

## Descrizione
Il golfo si trova in una posizione privilegiata al centro del Mediterraneo. La sua profondità è scarsa: l'isobata dei 50 metri si trova solo a 110 chilometri dalla costa, e quella dei 200 metri a 250 chilometri. Il grado di salinità delle acque del golfo varia tra 38 e 39 per mille; la sua temperatura tra 14 e 29 °C. Ben Othmane ha descritto, nel 1971, l'esistenza di 208 specie marine in questa regione (tra 0 e 300 metri di profondità). L'ampiezza delle maree, la più forte di tutta la Tunisia, è in media di 2 metri, con punte di 2 metri e mezzo in primavera. Infatti, il golfo comprende un'ampia piattaforma continentale priva di rilievi e in lieve pendenza. Presenta caratteristiche topografiche e biologiche particolari, che favoriscono la riproduzione e lo crescita di numerose specie marine. 
Il golfo consente diversi tipi di pesca: pesca artigianale lungo la costa, pesca con la sciabica o con la lampara. Importanti anche la pesca delle spugne e del tonno. Costituisce una delle più importanti aree pescose del paese, essendo una delle zone più produttive del mar Mediterraneo. Inoltre, gode di condizioni climatiche favorevoli, che consentono lo sviluppo abbondante di specie di grande valore come il gambero reale. Costituisce quindi un'importante risorsa per gli abitanti della città di Gabès (che ospita il 61% della flotta da pesca tunisina) da cui prende nome.
La situazione del golfo si è però deteriorata per via dell'inquinamento industriale (in particolar modo a causa dell'immissione di grandi quantità di gesso prodotte dalle fabbriche di acido fosforico e di fertilizzanti chimici), il che ha portato alla sparizione della vegetazione acquatica che ricopriva i fondali del golfo. Il comandante Jacques-Yves Cousteau vi si è recato per sensibilizzare l'opinione pubblica su questo problema. Il programma di industrializzazione realizzato dallo stato è all'origine della sparizione di numerose specie animali: l'inquinamento delle acque si rivela una catastrofe economica per i pescatori locali. Il numero delle specie marine è passato da circa 250 nel 1965 a meno di 100 nel 1990.